# Sasu Salin
Sasu Antreas Salin, född 11 juni 1991 i Helsingfors, är en finsk basketspelare i Unicaja, i Spanien.

## Klubbar
- 2007–2010  Honka Esbo
- 2010–2015  KK Union Olimpija
- 2015–2017  Gran Canaria
- 2017–  Unicaja